# Heinrich Eduard Pape

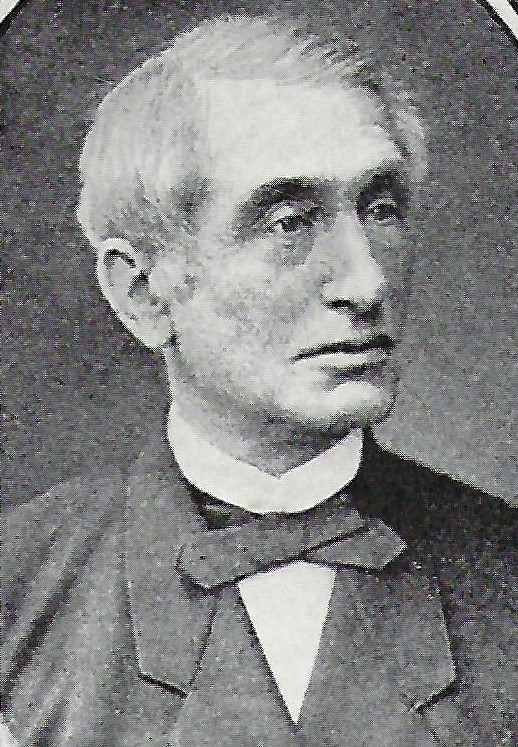
Heinrich Eduard Pape

Heinrich Eduard Pape (teilw. auch von Pape, * 13. September 1816 in Brilon; † 10. September 1888 in Berlin) war ein deutscher Jurist.

## Leben
Der Sohn des Stadtrichters Caspar Anton Pape und dessen Ehefrau Franziska wuchs in seiner Vaterstadt auf und besuchte hier das Progymnasium. Nach dem Besuch des Gymnasiums Petrinum Brilon sowie – ab 1831 – des Gymnasiums Petrinum Recklinghausen und der Abiturprüfung in Recklinghausen 1833 studierte Pape von 1833 bis 1836 Rechtswissenschaft an der Rheinischen Friedrich-Wilhelms-Universität Bonn und der Friedrich-Wilhelms-Universität Berlin. 1833 wurde er Mitglied des Corps Guestphalia Bonn.
Nach dem Studium trat er 1837 als Auskultator in den preußischen Justizdienst. Nach Bestehen der Assessorprüfung 1843 („sehr gut“) wurde er nach der zwischenzeitlichen Beschäftigung als Hilfsrichter Assessor am Oberlandesgericht Stettin. In der 1. Legislaturperiode von 1849 saß er als Abgeordneter des Wahlkreises Minden 5 im Preußischen Abgeordnetenhaus. 1850 wurde er Kreisrichter am Kreisgericht Stettin und Mitglied des See- und Handelsgerichts in Stettin und 1856 Appellationsgerichtsrat am Ostpreußischen Tribunal zu Königsberg.
Von 1858 bis 1861 beteiligte er sich als bevollmächtigtes preußisches Mitglied an der Ausarbeitung des deutschen Handelsgesetzbuches. 1859 erfolgte die Ernennung zum Geheimen Justizrat und Vortragenden Rat im Justizministerium. Des Weiteren arbeitete er von 1861 bis 1864 an der Prozessordnung für Zivilrechtsfragen des preußischen Staates mit. 1867 wurde er zum Geheimen Oberjustizrat und preußischen Bevollmächtigten im Bundesrat des Norddeutschen Bundes und im Zollverein ernannt. Hier arbeitete er in der „Kommission zur Ausarbeitung des Entwurfs einer Zivilprozessordnung für den Norddeutschen Bund“ mit.
Pape wurde 1869 zum Präsidenten des neu geschaffenen Bundes- und späteren Reichsoberhandelsgerichts in Leipzig ernannt. Diese Stellung bekleidete er bis zu dessen Integration in das Reichsgericht 1879. Die Zumutung des Reichsjustizamts, ihn in das Reichsgericht nur im Rang eines Senatspräsidenten zu übernehmen, wies er zurück. Leipzig verlieh ihm zur Verabschiedung die Ehrenbürgerschaft.
Der 1873 zum Wirkl. Geh. Rat mit dem Prädikat Exzellenz ernannte Pape wurde 1874 von Otto von Bismarck mit dem Amt des Präsidenten der Kommission zur Erarbeitung eines Allgemeinen deutschen Bürgerlichen Gesetzbuches betraut. Diese Kommission legte ihren Entwurf 1888 vor. Die weitere Diskussion und die Einsetzung einer zweiten Kommission erlebte er nicht mehr. Er starb kurz vor seinem 72. Geburtstag.

## Ehrungen

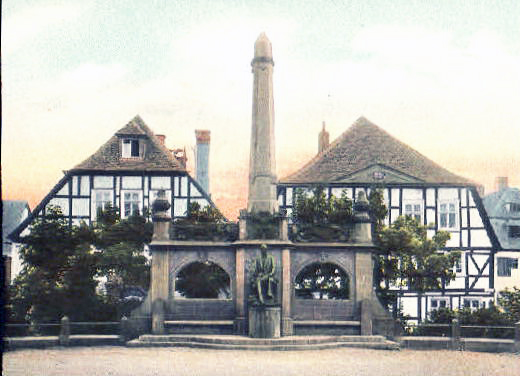
Eduard-Pape-Denkmal in Brilon

- 1879: Ehrendoktor der Philosophischen Fakultät der Universität Leipzig
- 1879: Ehrenbürger der Stadt Leipzig
- 1887: Ehrenbürger der Stadt Brilon
- 1899: Einweihung des Eduard-Pape-Denkmals in Brilon[7]
- Die heutige Horstwalder Straße in Berlin-Lichtenrade hieß zu Ehren von Eduard Pape von 1904 bis 1949 Papestraße.[8] (Der ehemals verkürzt Papestraße genannte S-Bahnhof – heute: Südkreuz – geht jedoch auf Generaloberst Alexander von Pape zurück.)
- Die heutige Heilemannstraße in Leipzig-Connewitz hieß in Erinnerung an Eduard Pape von 1914 bis 1966 Papestraße.[9]
- In Brilon war die (inzwischen mit der Heinrich-Lübke-Schule fusionierte) Eduard-Pape-Schule nach ihm benannt.